# 硫的高价氧化物
硫的高价氧化物是一类无色聚合物，通式为SO3+x（0<x<1）。它由气态二氧化硫或三氧化硫与氧气在无声放电下制得，其中过氧桥随机取代β-SO3中的氧桥。水解得到过一硫酸和过二硫酸。
其中单体四氧化硫可由三氧化硫与氧原子作用或SO3/O3混合物光解制得，在超低温下可用基质隔离技术分离出来。这种化合物可能含有过氧基或超氧基。